# 闹市口
39°54′26″N 116°21′48″E / 39.9072545°N 116.363272°E
闹市口是北京市西城区的一个地名，位于复兴门内大街同闹市口北街、闹市口大街的交汇处。

## 历史
明朝中叶，自每年五月祭祀都城隍逐渐形成了都城隍庙庙会，后来每月初一、十五、二十五都城隍庙开市，成为北京明朝最早且最大的庙会。清朝，都城隍庙庙会于每年五月初一到初十开市。庙会期间，自都城隍庙向西到北京内城西城墙的顺城街，向东至今闹市口北街和太平桥大街，闹市口也是因为该庙会而得名。庙会摊棚和香客众多，其中难免有不法之徒，所以有民谚称“闹市口常闹事，太平桥不太平”。清朝同治年间，都城隍庙发生火灾，庙大部被烧毁，庙会同时衰落。